# Aldehid dehidrogenază

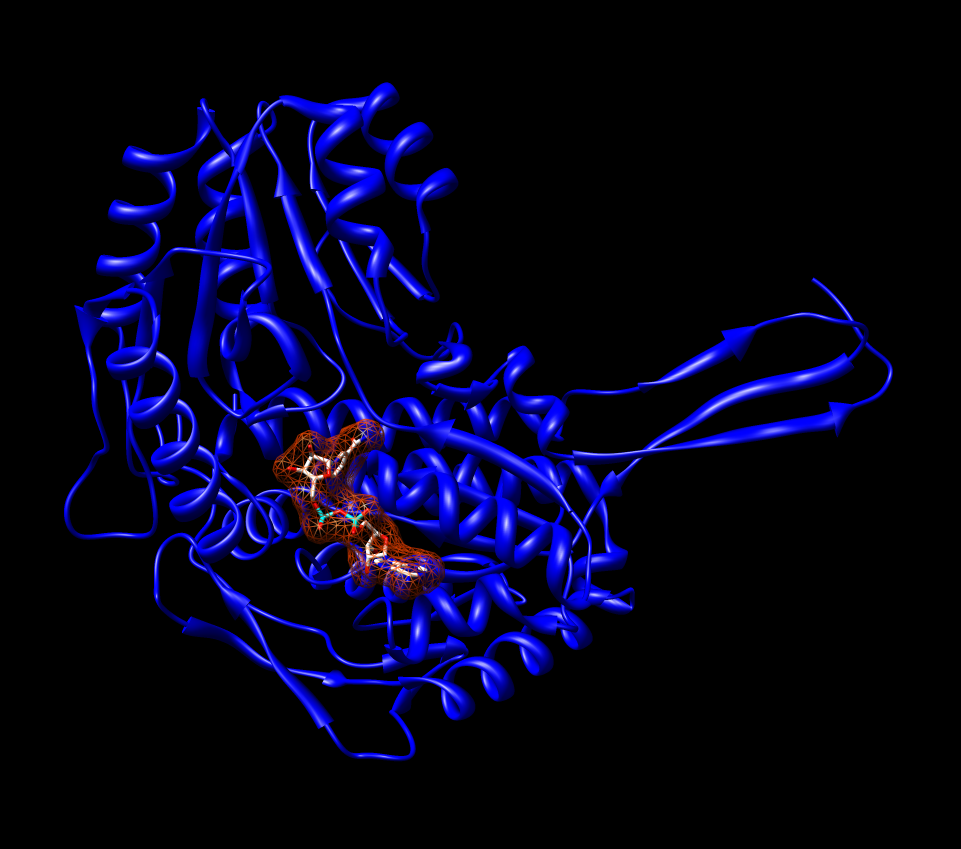
Structura ALDH2 umană

Aldehid dehidrogenazele (ALDH) (EC 1.2.1.3) sunt o clasă de enzime din clasa dehidrogenazelor (oxidoreductaze) care catalizează reacția de oxidare a aldehidelor la acizi carboxilici.
La mamifere, există trei clase de ALDH:
- clasa 1 (parametrul cinetic enzimatic Km mic, citosolică)
- clasa 2 (Km mic, mitocondrială)
- clasa 3 (Km mare, în tumori, stomac și cornee).

Acetaldehida poate fi transformată în acid acetic de această enzimă.